# Pierre Schori
Jean-Pierre Olov Schori (ur. 14 października 1938 w Norrköping) – szwedzki polityk i dyplomata szwajcarskiego pochodzenia, były minister, poseł krajowy, deputowany do Parlamentu Europejskiego V kadencji.

## Życiorys
W latach 1982–1991 był sekretarzem stanu ds. zagranicznych w szwedzkim rządzie. Zaangażował się w działalność Socjaldemokratycznej Partii Robotniczej. W 1991 i w 1994 z jej ramienia był wybierany do Riksdagu.
W gabinecie Görana Perssona od 1994 do 1999 sprawował urząd ministra w resorcie spraw zagranicznych odpowiedzialnego za międzynarodową współpracę na rzecz rozwoju, imigrację i politykę azylową. Do 1996 był jednocześnie ministrem ds. relacji z krajami Europy Wschodniej.
W wyborach w 1999 uzyskał mandat posła do Europarlamentu. Przystąpił do grupy socjalistycznej (jako jej wiceprzewodniczący) oraz do Komisji Zagranicznych, Praw Człowieka, Wspólnego Bezpieczeństwa i Polityki Obronnej.
Odszedł z PE w związku z objęciem w 2000 stanowiska ambasadora Szwecji przy Organizacji Narodów Zjednoczonych, które zajmował do 2004. W 2005 został specjalnym wysłannikiem sekretarza generalnego ONZ w Wybrzeżu Kości Słoniowej o szefem misji pokojowej w tym kraju (UNOCI). Funkcje te pełnił do 2007.
Od 2007 do 2009 był dyrektorem generalnym międzynarodowego think tanku FRIDE. Zajął się także pracą wykładowcy akademickiego (m.in. na Adelphi University). Był bliskim współpracownikiem Olofa Palmego, został prezesem fundacji jego imienia.